# Idoling!!!
Le Idoling!!! (in giapponese アイドリング!!!) sono un girl group giapponese di tipo idol formatosi nel 2006.

## Storia
Il gruppo è stato formato dalla Fuji Television e oltre a produrre album compare in numerose produzioni televisive per questo canale. Le audizioni per la formazione del gruppo sono iniziate nel 2006, ma il gruppo ha esordito nel 2007. La formazione è stata stravolta nel corso degli anni con circa 24 ragazze che si sono avvicendate come membri attivi del gruppo.
Le componenti fisse sono Erica Tonooka e Rurika Yokoyama, entrambe nate nel 1991.
Ogni componente del gruppo ha come nome d'arte quello di un fiore.

## Discografia

### Album
- 2008 - Daiji na Mono
- 2009 - Petit-Petit
- 2010 - SUNRISE
- 2011 - Sunrise (edizione Taiwan)
- 2011 - SISTERS
- 2014 - GOLD EXPERIENCE